# Baccio Pontelli
Baccio Pontelli (1450 em Florença – 1492 em Urbino) foi um arquiteto e escultor renascentista italiano, conhecido por sua atuação nas reformas urbanas promovidas pelo papa Sisto IV em Roma e Vaticano. É atribuído a ele o projeto arquitetônico da Capela Sistina, entre outras obras significativas de caráter religioso, urbano e militar.

## Biografia e formação
Pontelli nasceu em Florença, provavelmente por volta de 1450. Era filho de um marceneiro e foi inicialmente treinado como entalhador na oficina de Francesco di Giovanni, conhecido como Il Francione. Trabalhou em Pisa, onde colaborou na execução de tetos entalhados e peças de mobiliário litúrgico para a Catedral local. Sua formação como artesão influenciou fortemente sua abordagem como arquiteto, especialmente no uso da perspectiva e proporções harmônicas.
A partir de 1479, atuou na corte de Urbino, onde trabalhou com Francesco di Giorgio Martini e Luciano Laurana no Palazzo Ducale. Há indícios de sua colaboração no Studiolo do Duque de Urbino, composto por painéis de intársia em perspectiva.

## Trajetória profissional

### Obras em Roma
Pontelli foi convocado a Roma no início da década de 1480, integrando-se ao projeto de reformas de Sisto IV. Suas principais obras na capital papal incluem:
- Capela Sistina (1477–1481): projeto arquitetônico da capela papal. A execução foi supervisionada por Giovannino de Dolci. A decoração pictórica foi feita posteriormente por artistas como Botticelli, Ghirlandaio, Perugino e Michelangelo.[4]
- Ponte Sisto (1473–1479): primeira ponte construída desde a Antiguidade sobre o Rio Tibre. Atribuída a Pontelli, possui quatro arcos e um óculo central.[5]
- Santa Maria del Popolo (1472–1477): reconstrução da igreja e convento agostiniano. A estrutura básica renascentista permanece.
- San Pietro in Montorio (1483–1500): projeto atribuído a Pontelli. A igreja abriga o Tempietto de Bramante, erguido posteriormente.[6]
- Hospital de Santo Spirito in Sassia (1473–1478): reconstrução após incêndio; obra assistencial.
- Igreja de Sant’Agostino (Roma): atribuição tradicional, sem confirmação documental.

Cabe ressaltar que nem todas as obras atribuídas a Pontelli em Roma são documentadas com certeza absoluta. O próprio Giorgio Vasari, em suas Le Vite, credita a Baccio Pontelli "uma enorme quantidade" de construções da época de Sisto IV, algumas das quais os estudos modernos relativizaram. Por exemplo, Vasari menciona até a Biblioteca do Vaticano e projetos em igrejas como Santi Apostoli, San Pietro in Vincoli e San Sisto Vecchio como criações de Pontelli, mas pesquisadores posteriores questionam essas atribuições por falta de evidências ou por cronologia incompatível.
A historiografia recente tende a distinguir o que é comprovado documentalmente do que é atribuição tradicional. Hoje, considera-se confirmado o envolvimento de Pontelli em obras como a Ponte Sisto, Santa Maria del Popolo, San Pietro in Montorio, Castelo de Ostia e Igreja de Santa Aurea, além de fortificações nas Marcas.

## Obras militares e nas províncias
- Castelo de Ostia (1483–1486): fortaleza costeira projetada para Giuliano della Rovere. Uma inscrição lapidar no portal atribui a autoria a Pontelli.[13]
- Igreja de Santa Áurea de Óstia: catedral renascentista em Ostia.
- Rocca Roveresca (Senigallia) (1478–1482): fortaleza renascentista desenvolvida com Luciano Laurana.[14]
- Fortificações de Jesi, Osimo e Offida: supervisionadas entre 1487 e 1490. Parte das estruturas foi destruída em séculos posteriores.

## Tabela de obras atribuídas
| Obra/Projeto                          | Localização    | Período      | Estado atual           | Notas                                                                                 |
| ------------------------------------- | -------------- | ------------ | ---------------------- | ------------------------------------------------------------------------------------- |
| Capela Sistina                        | Vaticano, Roma | 1477–1481    | Preservada             | Projeto arquitetônico atribuído a Pontelli; decoração posterior por artistas famosos. |
| Ponte Sisto                           | Roma           | 1473–1479    | Preservada             | Ponte funcional, uso peatonal atual.                                                  |
| Santa Maria del Popolo                | Roma           | 1472–1477    | Preservada             | Reconstrução renascentista sob Sisto IV.                                              |
| San Pietro in Montorio                | Roma           | 1483–1500    | Preservada             | Projeto original de Pontelli; Tempietto posterior de Bramante.                        |
| Hospital de Santo Spirito in Sassia   | Roma           | 1473–1478    | Preservado             | Reforma após incêndio, edifício ainda em uso.                                         |
| Castelo de Ostia                      | Ostia Antica   | 1483–1486    | Preservado             | Inscrição confirma autoria.                                                           |
| Igreja de Santa Aurea                 | Ostia Antica   | c. 1483–1486 | Preservada             | Igreja catedral.                                                                      |
| Rocca Roveresca                       | Senigallia     | 1478–1482    | Preservada             | Fortaleza militar.                                                                    |
| Fortificações de Jesi, Osimo e Offida | Marcas         | 1487–1490    | Parcialmente demolidas | Estruturas militares para os Estados Papais.                                          |

## Legado
Pontelli representa o ideal renascentista do arquiteto completo: artista, engenheiro e urbanista. Sua contribuição para a paisagem arquitetônica de Roma e regiões vizinhas foi substancial, ainda que muitas vezes eclipsada por nomes como Bramante ou Michelangelo. Sua atuação técnica, tanto em obras religiosas quanto militares, fundamentou o papel do arquiteto como pensador e criador de espaços duradouros.
Faleceu em Urbino, por volta de 1492. Em 1577, seu sobrinho mandou gravar uma epígrafe em sua memória na Igreja de São Domênico, onde está sepultado.